# Force conservative
Une force est dite conservative lorsque le travail produit par cette force est indépendant du chemin suivi par son point d'action. Dans le cas contraire, la force est dite non conservative. 
Les forces conservatives possèdent trois propriétés remarquables :
1. Une force conservative dérive d'une énergie potentielle : {\textstyle {\vec {F}}=-{\vec {\nabla }}E_{p}=-\operatorname {\overrightarrow {grad}} E_{p}} ;
2. Le travail exercé par la force est égal à l'opposé de la variation de l'énergie potentielle : {\displaystyle W_{A\rightarrow B}=E_{p}(A)-E_{p}(B)} ;
3. L'énergie mécanique d'un système, somme de l'énergie cinétique et de l'énergie potentielle, soumis uniquement à l'action de forces conservatives est conservée : {\displaystyle \Delta E_{m}=0} ; l'énergie potentielle est convertie en énergie cinétique.

Un système qui n'est soumis qu'à des forces conservatives conserve son énergie et sa masse indéfiniment, sans échange avec le milieu. Ceci n'est vrai que pour des systèmes continus, invariants et idéaux, et constitue seulement une approximation pour des systèmes réels subissant des transformations réversibles dont on cherche un modèle simplifié valide sous certaines conditions ; généralement pour des petits déplacements, des transformations quasi-statiques, à pression faible, à température faible, etc.
Une force dissipative est une force non conservative qui diminue l'énergie mécanique dans un système. Les forces dissipatives agissant sur un objet s'opposent toujours au mouvement de l'objet et fournissent donc toujours un travail négatif. La force de friction, la résistance de l'air et la résistance des fluides en sont des exemples.

## Définition

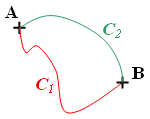
Deux chemins possibles entre et.

Une force {\textstyle {\vec {F}}} est dite « conservative » si le travail WA→B produit par cette force, lorsque son point d'application se déplace d'un point A à un point B, est indépendant du chemin suivi,.
Si l'on considère une particule se déplaçant d'un point A à un point B, sur laquelle s'exerce une force conservative, pour deux trajectoires C1 et C2 reliant le point A au point B, la force fournit le même travail :
{\displaystyle W_{\scriptscriptstyle A\rightarrow B}=\int _{C_{1}}{\vec {F}}\cdot \mathrm {d} {\vec {\ell }}=\int _{C_{2}}{\vec {F}}\cdot \mathrm {d} {\vec {\ell }}.}
Une conséquence immédiate est que dans le cas d'une trajectoire fermée C (c'est-à-dire si la particule retourne à sa position initiale), le travail d'une force conservative est nul :{\displaystyle W_{\scriptscriptstyle C}=\oint _{C_{1}+C_{2}}{\vec {F}}\cdot \mathrm {d} {\vec {\ell }}=0.}
Du point de vue thermodynamique, une transformation générale de A vers B qui obéit à cette loi est un cas particulier de transformation réversible : elle est adiabatique donc isentropique, mais aussi isotherme.

## Énergie potentielle d'une force conservative

### Existence du potentiel
Considérons une force conservative fonction de la position de son point d'application, c'est-à-dire telle que {\textstyle {\vec {F}}} soit une fonction des coordonnées x, y et z. En vertu de l'indépendance du chemin suivi, quelle que soit la trajectoire fermée C, le travail de la force est nul :
{\displaystyle W_{\scriptscriptstyle C}=\oint _{C}{\vec {F}}(x,y,z)\cdot \mathrm {d} {\vec {\ell }}=0}.
D'après le théorème de Stokes : {\displaystyle {\vec {\nabla }}\wedge {\vec {F}}={\vec {0}}}. Cette relation implique qu'il existe un champ scalaire Ep(x, y, z) tel que :
{\displaystyle {\vec {F}}=-{\vec {\nabla }}\,E_{p}=-\operatorname {\overrightarrow {grad}} E_{p}.}
Le champ Ep, homogène à une énergie, est appelé énergie potentielle de la force. Par définition, le champ Ep est défini à une constante près. La valeur de cette dernière est généralement arbitraire, auquel cas elle est choisie de façon à simplifier les calculs. Le signe « - » est retenu arbitrairement dans la majorité des cas de sorte qu'une position d'équilibre stable corresponde à un minimum de l'énergie potentielle associée.

### Réciproque
Réciproquement, considérons une force {\displaystyle {\vec {F}}} dérivant d'un potentiel Ep :
{\displaystyle {\vec {F}}=-{\vec {\nabla }}\,E_{p}=-\operatorname {\overrightarrow {grad}} E_{p}}.
En remarquant que {\displaystyle \mathrm {d} E_{p}={\vec {\nabla }}E_{p}\cdot \mathrm {d} {\vec {\ell }}} est une forme différentielle exacte, on trouve que le travail de la force prend l'expression :
Le travail ne dépend donc que de la différence d'énergie potentielle. Le travail d'une force dérivant d'un potentiel ne dépend donc pas du chemin suivi, une telle force est donc conservative.

## Conservation de l'énergie mécanique
Une force conservative vérifie la conservation de l'énergie mécanique si son potentiel ne dépend pas explicitement du temps. Les forces conservatives sont ainsi nommées car l'énergie mécanique d'un système soumis à l'action de telles forces reste constante : l'énergie mécanique du système se conserve. Cette propriété est une conséquence immédiate du théorème de l'énergie cinétique. Pour une particule parcourant une trajectoire reliant un point A à un point B et soumis à plusieurs forces, on a d'une part égalité entre la variation de l'énergie cinétique et le travail des forces : 
{\displaystyle {\underset {\scriptscriptstyle A\rightarrow B}{\Delta }}E_{c}=E_{c}(B)-E_{c}(A)=W_{\scriptscriptstyle A\rightarrow B}=W_{\scriptscriptstyle A\rightarrow B}^{\ \mathrm {nc} }+W_{\scriptscriptstyle A\rightarrow B}^{\ \mathrm {c} }},
et d'autre part, le travail des forces conservatives qui s'obtient à partir de la variation du potentiel entre les points A et B : 
{\displaystyle W_{\scriptscriptstyle A\rightarrow B}^{\ \mathrm {c} }=E_{p}(A)-E_{p}(B)\,} ;
dont on déduit le théorème de l'énergie mécanique :
{\displaystyle {\underset {\scriptscriptstyle A\rightarrow B}{\Delta }}E_{m}={\underset {\scriptscriptstyle A\rightarrow B}{\Delta }}(E_{c}+E_{p})=E_{m}(B)-E_{m}(A)=W_{\scriptscriptstyle A\rightarrow B}^{\ \mathrm {nc} }}.

En l'absence de forces non conservatives, on observe que l'énergie mécanique du système, somme de l'énergie cinétique et de l'énergie potentielle, se conserve : 
L'expression ci-dessus montre que l'énergie mécanique se répartit entre l'énergie cinétique et l'énergie potentielle, et peut donc passer successivement de l'une à l'autre. L'énergie potentielle est une énergie qui peut potentiellement se transformer en énergie cinétique.

## Exemples

### Forces conservatives
Voici quelques exemples de forces conservatives :
- la force gravitationnelle {\displaystyle {\vec {F}}({\vec {r}})=m\,{\vec {G}}({\vec {r}})=-{\vec {\nabla }}\left(m\,\Phi ({\vec {r}})\right)} qui dérive de l'énergie potentielle gravitationnelle {\displaystyle E_{p}({\vec {r}})=m\,\Phi ({\vec {r}})} ;
- la force électrostatique {\displaystyle {\vec {F}}=q\,{\vec {E}}=-{\vec {\nabla }}\,(q\,V)} dérive de l'énergie potentielle électrique {\textstyle E_{pe}=q\,V} ;
- la force de rappel d'un ressort idéal {\textstyle {\vec {F}}=-k\,x\,{\vec {e}}_{x}} dérive de l'énergie potentielle élastique {\textstyle {E_{p,el}}={\frac {1}{2}}k\,{x}^{2}} ;
- plus généralement, la force exercée par un corps à caractère élastique {\textstyle {\vec {F}}=-E\,S\,\varepsilon \,{\vec {e}}_{x}} dérive de l'énergie potentielle élastique {\textstyle {E_{p,el}}={\frac {1}{2}}E\,S\,{\varepsilon }^{2}}.

Il est à noter que les corps réels ne sont jamais parfaitement élastiques dans le cas général et subissent presque toujours des forces non conservatives (au minimum, des frottements). On peut seulement approximer leur comportement réel par un modèle purement élastique (idéal) dans des conditions précises : petites déformations quasi-statiques et sans fluage.

### Cas des forces qui ne travaillent pas
Les forces qui s'exercent perpendiculairement au déplacement produisent un travail nul sur le système. Il ne dépend donc pas du chemin suivi : ces forces peuvent se classer dans la catégorie des forces conservatives. Cependant, certains auteurs, les classent parmi les forces non-conservatives car elles ne dépendent pas exclusivement de la position du système : elles dépendent de la vitesse ou du temps. Ces considérations sont de peu d'importance car ces forces ne participent pas à la variation de l'énergie mécanique du système.
Quelques exemples de forces qui ne travaillent pas :
- la force magnétique {\displaystyle {\vec {F}}=q\,{\vec {v}}\wedge {\vec {B}}} qui s'exerce sur une particule de charge électrique q se déplaçant à la vitesse {\textstyle {\vec {v}}} plongée dans un champ magnétique constant : son travail WA→B est toujours nul car la force s'exerce perpendiculairement à la direction de {\displaystyle {\vec {v}}}. Seule la direction de la particule change : son énergie cinétique reste inchangée. Ce n'est plus le cas si le champ magnétique varie dans le temps car il induit un champ électrique variable ;
- la force de réaction d'une surface est toujours perpendiculaire à la surface. Son travail lors du déplacement d'un système sur cette surface est donc nul.

### Forces non conservatives
Le travail des forces non-conservatives dépend du chemin suivi. Cette dépendance au chemin suivi se manifeste par une conversion du travail mécanique en une autre forme d'énergie, au fur et à mesure de la transformation :
- les forces de frottement (solide ou fluide) : le travail est converti en chaleur ;
- les forces de pression et de viscosité : le travail est converti en turbulences dans le milieu fluide extérieur puis en chaleur ;
- les forces de déformation lors d'un choc inélastique : le travail casse des liaisons chimiques ;
- la force électrique exercée sur une particule de charge électrique q dans un champ électrique produit par un champ magnétique variable sur un chemin fermé exerce un travail non nul[6],[d].